# Oblomovisme
L'oblomovisme ou oblomovchtchina (en russe обломовщина) ou encore oblomoverie est un mélange d'apathie, de léthargie, d'inertie, d'engourdissement, de rêverie inactive, qui se manifeste dans l'horreur du travail et de la prise de décision, ou encore la procrastination.

## Origine du terme
Le terme, imaginé par Gontcharov, fait référence à l'apathie légendaire d’Oblomov, le héros éponyme du roman publié en 1859 par Ivan Gontcharov. C'est l'un des derniers mots du roman : lorsqu'on demande à Stolz, l'ami d'Oblomov, la cause de la mort de ce dernier, celui-ci répond : « La cause... quelle cause ! L'oblomovisme ! ».

## Traduction
Selon Pierre Cahné, qui a préparé l'édition Gallimard, Oblomoverie correspond mieux au russe Oblomovchtchina en rendant de façon plus claire l'aspect péjoratif du terme. Le terme Oblomovisme efface quant à lui cette nuance péjorative.

## Influence
En 1859, le critique littéraire russe Nikolaï Dobrolioubov publie dans Le Contemporain une critique du roman, en particulier de son personnage principal, intitulée Qu'est-ce que l'oblomoverie ?  (Что такое обломовщина?) qui fait date.

Pour le critique littéraire, « le roman décrit une société et trouve la clé des maux dont elle souffre ». Après avoir affirmé la présence universelle d'Oblomov et montré l'actualité de l'oblomoverie, Dobrolioubov termine son article ainsi :

« Gontcharov, qui a su comprendre notre oblomoverie et nous la montrer, n'a pas su cependant ne pas payer son écot à l'égarement collectif qui jusqu'à ce jour règne si puissamment dans notre société. Il a décidé d'enterrer l'oblomoverie et de prononcer son oraison funèbre : « Adieu vieille Oblomovka ! Ton siècle est terminé », dit-il par la bouche de Stolz. Mais il ne dit pas la vérité. Toute la Russie qui a lu ou lira Oblomov ne sera pas d'accord. Non, l'Oblomovka, c'est notre mère patrie, ses possesseurs sont nos instituteurs, ses trois cents Zakhar sont toujours prêts à nous servir. En chacun de nous il y a une bonne part d'Oblomov et il est trop tôt pour prononcer son oraison funèbre. »

— Nikolaï Dobrolioubov, Qu'est-ce que l'oblomoverie ?
Cependant, la critique « socialisante » de Dobrolioubov introduit une confusion en prêtant à Gontcharov des intentions politiques qu'il n'avait pas, ce qui vaudra plus tard à l'auteur l'accusation de trahir le socialisme, cause qu'il n'avait jamais fait sienne.
Toujours en 1859, le critique Alexandre Droujinine, qui consacre aussi une étude au roman de Gontcharov, rejette la vision « politique » de Dobrolioubov et voit plutôt en Oblomov une incarnation de la pureté morale.
Plus tard, Lénine reprend le terme oblomovchtchina pour désigner péjorativement le mouvement menchevik.

## Philosophie
La conscience humaine fait l'exception de l'homme. Elle peut être un don comme un fardeau. L'oblomovisme désigne alors une paresse maladive due à la fatigue d'exister, d'être soi, d'avoir à penser et à avoir conscience de sa condition. Oblomov dort alors pour se divertir et échapper à sa conscience, à son angoisse existentielle.